# Ахобланко
Ахобла́нко (ісп. ajoblanco, інколи ajo blanco — букв. «білий часник») — іспанський холодний кремоподібний суп білого кольору з сирого мигдалю, типова страва в Гранаді й Малазі, а також в Естремадурі. Ця страва схоже на гаспачо, містить чотири його головних інгредієнти: воду, олію, часник та хліб. Як передбачається, суп ахобланко запозичений з кухні аль-Андалус а, враховуючи, що головним інгредієнтом є мигдаль. Винайшли його або в Севільї, або в Малазі, хоча точне походження невідоме. Щорічне свято ахобланко проходить на початку вересня в місті Альмачар в провінції Малага.
Інгредієнти ахобланко наступні: хліб, мелений мигдаль, часник, вода, оливкова олія, сіль та іноді оцет. Хліб, як правило, черствий, замочується на ніч. Мигдаль і часник змішуються (іноді з оцтом) за допомогою ступки і маточки до консистенції пасти. До суміші додаються вода і оливкова олія і збивається до стану емульсії. За часів дефіциту мигдалю, наприклад, в післявоєнний період, його замінювали борошном з сушених бобів.
Зазвичай подається із солодким мускатним виноградом або скибочками стиглої дині. У деяких областях Гранади ахобланко подається з печеною картоплею, і в цьому випадку суп роблять злегка менш густим, щоб його можна було пити прямо зі склянки. У Малазі він подається крім винограду з скибочками інших свіжих фруктів, таких як яблука або дині.